# Peder Finnsiö
Claus Peder Finnsiö, född 29 november 1962 i Nacka församling, är en svensk författare. 
Tillsammans med sin hustru Anna Toss grundade Finnsiö FöräldraNätet (1997-2002, numera Allt för föräldrar). Sidan var en mötesplats med diskussionsforum kompletterat med artiklar om föräldraskap ur ett modernt perspektiv. Sidan var tänkt att fungera som en motvikt till de traditionella föräldratidningarna. Sidan var en av de första i sitt slag och kom att inspirera flera andra liknande satsningar. FöräldraNätet blev snabbt populär och som mest fanns det 150 000 medlemmar varav många var mycket aktiva.
År 1999 tilldelades han och Anna Toss Stora Journalistpriset i kategorin "Nya medier" för att ha skapat en kombination av journalistik och aktiv nätgemenskap.
Han är ordförande i Svenska Kung fu & Wushuförbundet och Stockholms Budo & Kampsportsförbund.

## Böcker
- Kul att veta, Bra att kunna: Handbok för vilda barn (med Anna Toss, Alfabeta, 1995)
- Robotboken (med Anna Toss Rabén, 2005)